# Albeck (Caríntia)
Albeck é um município da Áustria localizado no distrito de Feldkirchen, no estado de Caríntia.

## Municípios vizinhos
|           | Predlitz-Turrach | Deutsch-Griffen        |
| Reichenau |                  | Weitensfeld im Gurktal |
| Gnesau    |                  | Steuerberg             |